# Sodomie
« Pédication » redirige ici. Ne pas confondre avec Prédication.

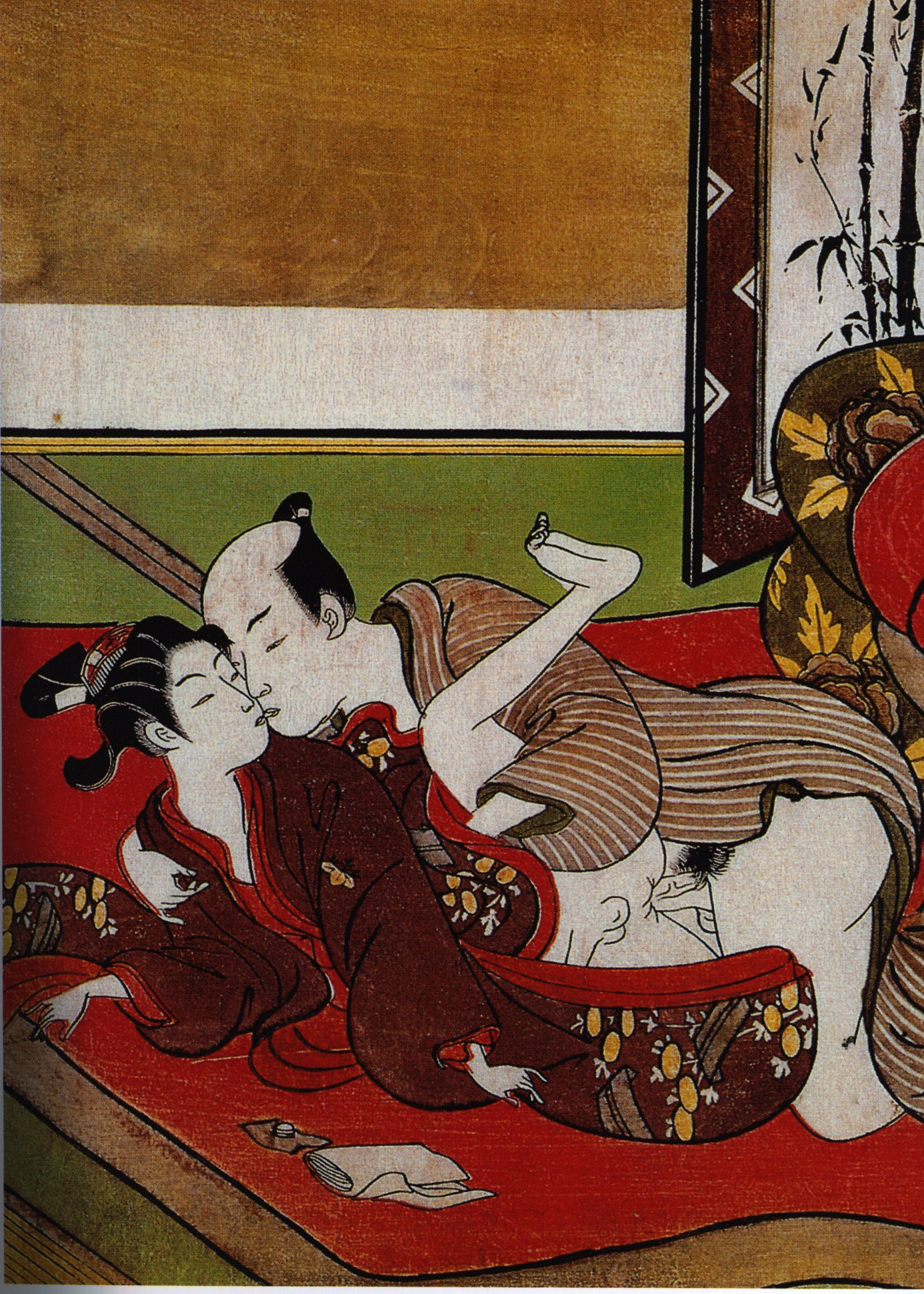
Suzuki Harunobu, détail d'un shunga, gravure japonaise érotique, vers 1750. Londres, Victoria & Albert Museum.

La sodomie est un rapport sexuel qui consiste en une pénétration de l'anus du ou de la partenaire, généralement avec le pénis ou à l'aide d'un objet, comme un godemichet.

## Étymologie

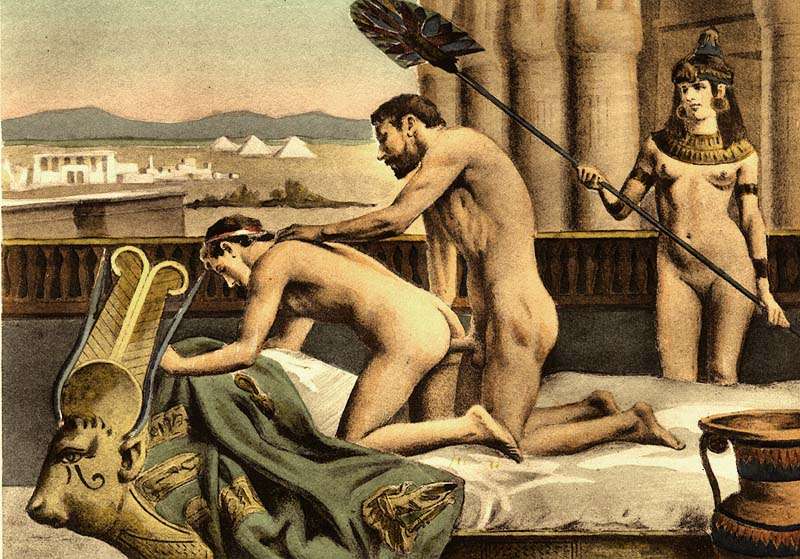
Représentation des amours d'Hadrien et Antinoüs, par Paul Avril.

Le substantif féminin,,, « sodomie » (prononcé : [sɔdɔmi]) est attesté dès la fin du XIIe siècle. D'après le Trésor de la langue française informatisé, sa plus ancienne occurrence connue se trouve dans le Brut de Munich (milieu du XIIe siècle). C'est un emprunt au bas latin chrétien sodomia,, attesté dès la fin du VIe siècle chez Grégoire le Grand, et lui-même dérivé de Sodoma,, nom de la ville de Sodome qui, selon la Bible, fut détruite par Dieu après que ses habitants eurent tenté de violer des anges de Dieu réfugiés chez Loth, le neveu d'Abraham (cf. l'épisode de Sodome et Gomorrhe). Dans cet épisode, il n'est pas explicitement fait mention de la sodomie telle qu'on la définit actuellement : les autres références au péché de Sodome dans la Bible évoquent plutôt le manque au devoir d'hospitalité très important dans le Proche-Orient ancien. L'interprétation en termes de sodomie ou d'homosexualité commencerait à apparaître avec les apocalyptiques juives tardives et chez les juifs hellénisés au début du IIe siècle. Origène (185-253) et Saint Ambroise de Milan (340-397), pourtant grands ennemis du péché de chair, évoquent le manquement à l'hospitalité. Sans doute en référence aux alliances interdites entre les fils de Dieu et les filles d'humains qui provoquent la colère de Dieu, les commentaires juifs attribuaient des relations interdites entre les femmes de Sodome et les anges. Ainsi, jusqu'au XVIIe siècle, le terme sodomie désigne toute pratique sexuelle ne pouvant pas conduire à la procréation, dont les relations anales ou homosexuelles.
Dans certains contextes, notamment les classifications légales de certains États fédérés des États-Unis, le terme anglais sodomy conserve cette acception et inclut d’autres pratiques sexuelles jugées déviantes par la tradition chrétienne, notamment le cunnilingus et la fellation (contact entre la bouche et le sexe).
En allemand, le terme Sodomie ne fait aucunement référence à la pénétration anale mais désigne la zoophilie.
D'une manière similaire, le terme « bougre » (du latin Bulgarus, qui donne l'ancien français bogre) désignait à l’origine les bogomiles (« amis de Dieu » du bulgare Bog « dieu » et mile « ami »), membres d'une secte bulgare hétérodoxe proche des mouvements cathares. On avait accusé ces bogomiles du péché de sodomie afin — entre autres — de les tourner en dérision. « Bougre » en est donc venu à ne plus désigner les seuls Bulgares bogomiles, mais aussi de manière injurieuse les sodomites. Par affadissement, le terme a désigné un « gaillard » et enfin un « individu ». Le cognat anglais bugger a gardé le sens original de « sodomite ».

## Aspects historiques

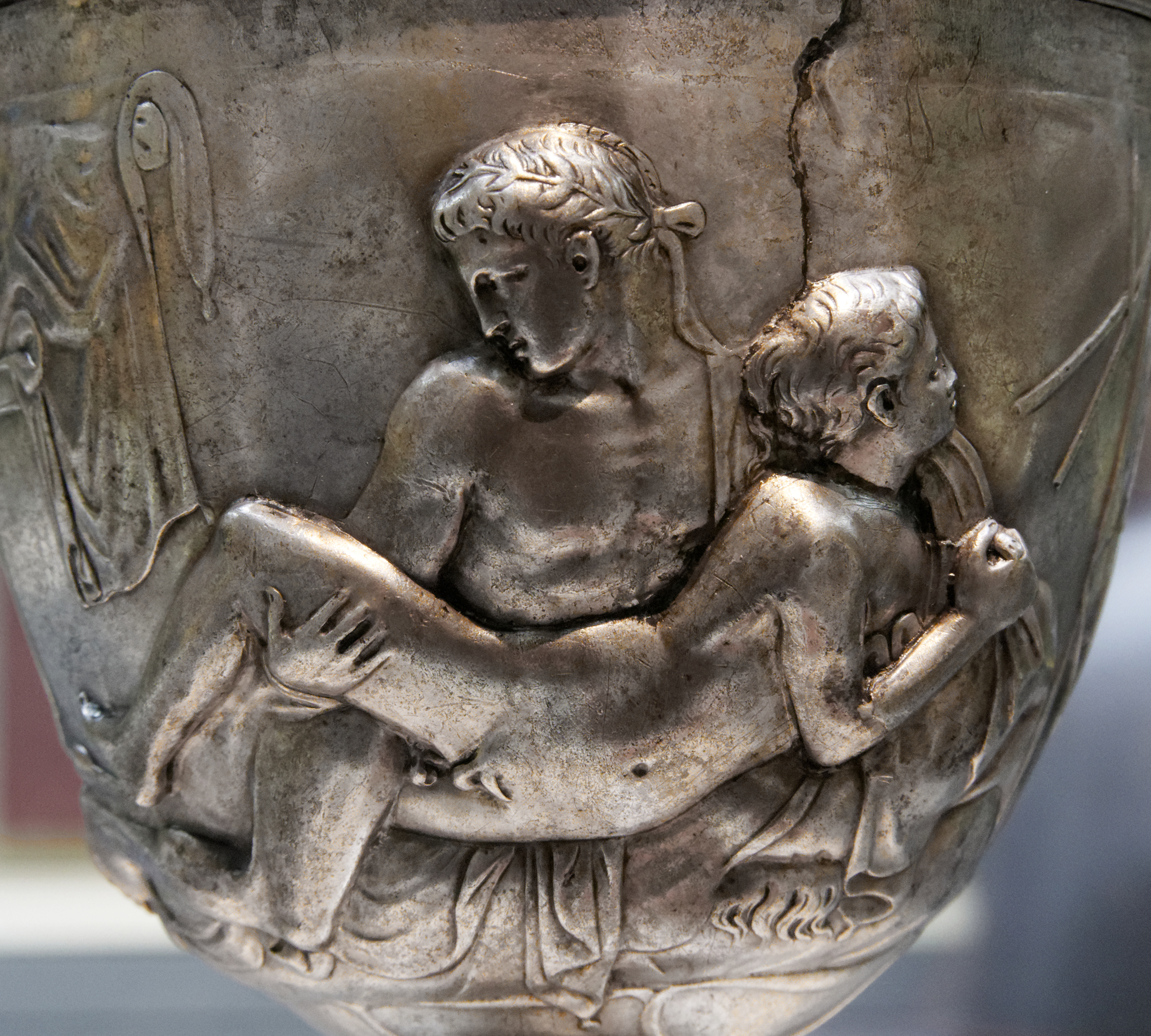
Amours romaines entre un homme et un adolescent, coupe Warren.

Pratique parfois considérée comme déviante puisque ne menant pas à la reproduction, entourée des tabous liés aux fonctions excrétrices (l’anus étant concerné), surtout dans les civilisations où ces fonctions naturelles sont jugées honteuses, la sodomie est perçue de manière très diverse selon les sociétés et les religions.
La sodomie entre hommes, si elle ne fut pas la pratique sexuelle privilégiée, fut pratiquée dans la Grèce antique, ainsi que dans la Rome antique, dans le cadre d'un rapport sexuel entre un homme plus âgé, le maître, actif, et son élève, passif, plus jeune. Elle était alors considérée comme une façon de transmettre le savoir[réf. souhaitée].

Peu d'éléments directs évoquent la sodomie chez les Celtes et en particulier chez les Gaulois. Cependant, quelques citations d'auteurs classiques déclarent que l'homosexualité était acceptée et quelques productions culturelles en la matière. Par exemple Athénée, répétant des affirmations faites par Diodore de Sicile, écrit : 

« Les Celtes, bien qu'ils aient les femmes très belles, apprécient de jeunes garçons davantage : de sorte que certains d'entre eux aient souvent deux amoureux à dormir avec eux sur leurs lits à peau de bête,,,. »

Selon Aristote, les Celtes ont une sexualité libérale et approuvent les jeux amoureux masculins. Dans ce cas, selon une loi des brehons, si l'homme est marié, la femme peut alors disposer librement d'elle-même.[pas clair]

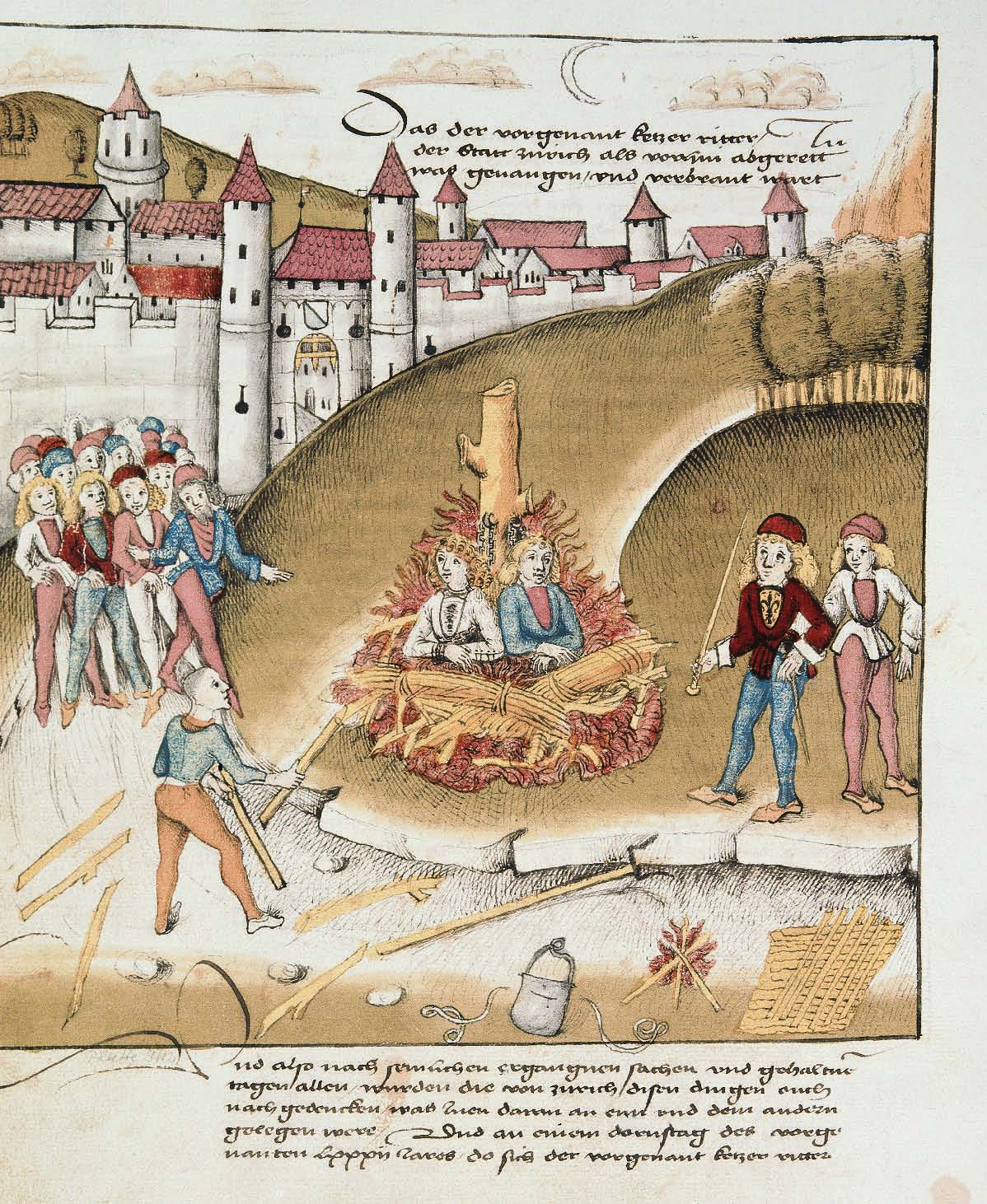
Bûcher du chevalier de Hohenberg et de son valet, accusés de sodomie, en 1482, devant Zurich.

Historiquement, en Europe, ce n'est qu'au XIe siècle que la notion de sodomia est instituée en droit canon par Pierre Damien (après les développements théoriques de penseurs comme Saint Augustin ou Thomas d'Aquin), mais il s'agit d'un concept complexe qui englobe de manière générale tous les comportements sexuels ne visant pas à la procréation (donc aussi, comme le mot anglais, la masturbation, la fellation, le cunnilingus, la zoophilie ou encore le coït interrompu). Le sexe des impétrants n'est d'ailleurs pas précisé, et la ligne de faille se situe plus entre l'amour charnel au sens large et l'amour intellectuel, qu'entre une sexualité « naturelle » et une autre « contre nature » (notions bien plus tardives). Il faut attendre les XIIIe et surtout XIVe et XVe siècles pour assister à une condamnation de la sodomie et des rapports homoérotiques en général par l’Église, en parallèle des débuts de la sacralisation du mariage. Cependant, cette condamnation essentiellement morale ne débouche que rarement sur une pénalisation active des pratiques, sauf dans les cas aggravés (viol, pédophilie, ou utilisation politique), ou en cas de trouble avéré à l'ordre public. Une des premières lois la réprimant est la loi de 1533 de Buggery en Angleterre.
Sous l'Inquisition espagnole des XVIe et XVIIe siècles, la sodomie, à l'instar de la bestialité, est considérée comme un « péché abominable », qualifiée de « parfaite » si elle est le fait de deux hommes et « imparfaite » (donc moins grave) si elle est le fait d'un homme et d'une femme. Le terme inclut secondairement d'autres pratiques sexuelles, telles que fellation, cunnilingus, onanisme, etc. La sodomie peut valoir à ses auteurs le bûcher, les galères, la prison à vie ou pour plusieurs années, le bannissement, des pénitences diverses ou simplement le fouet en public, selon la gravité de l'acte soigneusement pesée par les inquisiteurs. Cependant, dans ce domaine, la justice civile est encore plus sévère et plus expéditive.
Après une certaine relâche à la Renaissance sous l'influence du modèle antique, ce sont les Lumières (notamment Voltaire) qui reprennent la condamnation de l'homosexualité, au nom de la Raison et du contrôle des passions. En 1750, l'« affaire Diot-Lenoir » voit la dernière peine capitale exécutée contre des « sodomites » en France : Jean Diot et Bruno Lenoir, pris en flagrant délit de sodomie en pleine rue, sont étranglés et brûlés publiquement en place de Grève, à Paris. Cette affaire fait cependant figure d'exception, car dans les faits la plupart des procédures pour sodomie à l'époque se soldent par une simple remontrance et les procès aboutissant à une condamnation sont extrêmement rares et généralement le fait de circonstances aggravantes (comme pour l'affaire Deschauffours en 1725). En 1791, la France est le premier pays à dépénaliser complètement l'homosexualité, l'Assemblée nationale législative ne retenant pas le « crime de sodomie » dans le Code pénal.
Au Canada, la loi anti-sodomie est révoquée en 1969 par Pierre Elliott Trudeau, elle demeure néanmoins régie par le code criminel (article 159) où il est stipulé que la sodomie est interdite entre personnes âgées de moins de 18 ans et que sa pratique doit avoir lieu dans l'intimité. Plusieurs États des États-Unis ont des lois prohibant la sodomie, tandis qu'en Inde elle est réprimée par la section 377 du Code pénal de 1860.
De nos jours, certains pays criminalisent toujours la sodomie entre adultes consentants, allant même jusqu’à requérir la peine de mort,, (un peu moins d'une dizaine de pays encore à ce jour[Quand ?][source insuffisante]). D'autre part, ces condamnations peuvent être remplacées par celle de l'homosexualité de manière générale.

## Pratique

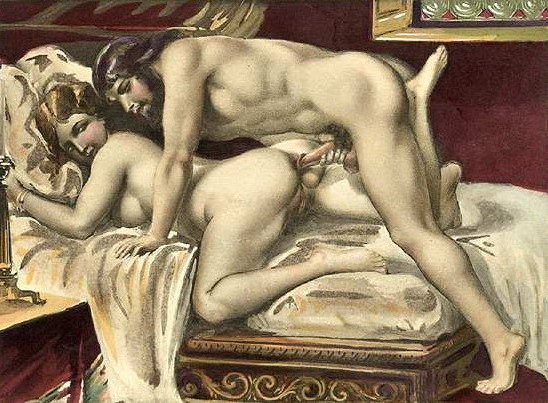
Les Sonnets luxurieux, de Pierre l'Arétin, illustration de Paul Avril.

Contrairement à la vulve et au vagin, l’anus et le rectum ne produisent pas de lubrification naturelle facilitant le rapport sexuel. Cependant, l'anus est une zone érogène. Ainsi, la sodomie peut être une source de plaisir pour le receveur. La sensation de va-et-vient chez la femme et la prostate chez l'homme peuvent conduire à l'orgasme pour le partenaire passif,.
La salive est suffisante comme lubrifiant et le risque de lésions des fragiles muqueuses anales est mineur mais il est préférable d'utiliser un lubrifiant artificiel ou un préservatif lubrifié. Toutefois, même ce dernier requiert l'ajout d'un lubrifiant si les mouvements se prolongent. Autrefois, la vaseline était généralement utilisée, mais étant à base de corps gras elle est à proscrire car elle rend les préservatifs poreux tout en étant plus difficilement lavable. De nos jours, sont donc plutôt utilisés des lubrifiants intimes à base d'eau ou de silicone.
Les coïts anaux et vaginaux sont associés dans la pratique dite « de l'anus au vagin ».[réf. nécessaire]
Le rectum pouvant contenir des restes de matière fécale, il est parfois pratiqué un lavement préalablement à une sodomie. Pratiquée sans précaution, cette pratique peut fragiliser les muqueuses du rectum.

### Risques médicaux de la sodomie
La pratique consentie de la sodomie « n'a aucune conséquence délétère ». Elle reste cependant une pratique sexuelle à risque, à cause de son association à l'alcool, à la prise de drogues et de la pluralité des partenaires.
Des précautions doivent donc être prises. Le sphincter de l'anus est un muscle circulaire qui contrôle l'ouverture du canal anal au moment de la défécation. Une pénétration anale trop brutale, sans lubrification, ou avec un objet d'un diamètre important sera vécue comme douloureuse à cause de la distension de ce muscle, et peut provoquer des micro déchirures, des saignements, ou des fissures anales. Pour cette raison, il convient de détendre préalablement le sphincter et de procéder à l'intromission avec délicatesse. On peut obtenir une très grande souplesse de ce sphincter par des exercices répétés d'insertion d'objets de diamètre de plus en plus grand.[réf. nécessaire]
D'autre part, la muqueuse du rectum est fragile et poreuse aux virus et bactéries. Elle a la propriété (dont tirent parti les suppositoires) d'absorber les substances déposées dans le rectum. En conséquence, elle est un terrain propice aux échanges de maladies sexuellement transmissibles, notamment du virus du SIDA. C'est la raison pour laquelle il est fortement déconseillé d’avoir un rapport anal sans préservatif avec une personne dont on ne sait pas si elle est infectée par de telles maladies ; même avec un préservatif, il est recommandé d'utiliser un gel lubrifiant adapté afin de faciliter la pénétration et, ainsi, d'éviter une rupture du préservatif.
En cas de rapport traumatique, les femmes présentent un risque d'incontinence fécale et de transmission d'infections plus élevé que les hommes, du fait de différences anatomiques et de l'effet des hormones, des grossesses et des accouchements sur le plancher pelvien. Elles possèdent en effet un sphinctère anal moins puissant que celui des hommes, ce qui fait que les dommages éventuellement causés par une pénétration anale sont plus importants pour elles. Pourtant, nombre de médecins, notamment généralistes ou hospitaliers, sont réticents à évoquer avec leurs patientes les risques encourus, en partie parce qu'ils craignent de paraître moralisateurs ou homophobes.

### Popularité
Le principal déterminant qui influence la pratique de la sodomie est la « précocité » sexuelle : dans l'enquête pour l'analyse des comportements sexuels en France (ACSF), pour une tranche d'âge donnée, on trouvait beaucoup plus de pratiquants parmi les 25 % du groupe ayant leur premier rapport le plus tôt (« précoces ») que parmi les 25 % ayant leur premier rapport sexuel le plus tard (« tardifs »). « Par exemple, parmi les femmes de 25 à 34 ans, 44 % des précoces ont expérimenté cette pratique, contre 25 % des tardives. » Dans l'enquête américaine National Health and Social Life Survey (NHSLS, conduite en 1992), parmi les 18-44 ans, 5 % des femmes trouvaient la sodomie (passive) attractive ; chez les hommes, 14 % étaient attirés par la sodomie active et 11 % par la sodomie passive. Toujours chez les 18-44 ans, 18 % des femmes (22 % des hommes) trouvaient attirant le fait d'avoir leur anus stimulé par le doigt de leur partenaire, cependant que 13 % des femmes et 26 % des hommes étaient attirés par le fait de stimuler l'anus de leur partenaire.
Quinze ans après la deuxième enquête nationale sur le comportement sexuel des Français (ACSF, 1992), l'INSERM, l'ANRS et l'INED ont réalisé une nouvelle enquête « Contexte de la Sexualité en France » auprès des 18-69 ans. Selon cette enquête, 37 % des femmes et 45 % des hommes en ont déjà fait l'expérience (contre respectivement 24 % et 30 % en 1992). Toutefois, la pratique reste marginale puisque 12 % des femmes de 25-49 ans disent la pratiquer souvent ou parfois. L'analyse détaillée de l'enquête ACSF montrait que la sodomie n'était pratiquée qu'avec une fréquence de 1 à 3 % au cours d'un rapport sexuel.
Aux États-Unis, la sodomie n'est pas non plus entrée dans les pratiques régulières des Américains : 9 % des personnes interrogées lors de l'enquête nationale NHSLS disaient avoir eu un rapport anal au cours de l'année écoulée et seulement 2 % des hommes et 1 % des femmes, lors de leur dernier rapport sexuel. Des chiffres tout à fait similaires à ceux de l'étude nationale australienne ASHR conduite en 2001-2002 : 0,9 % des hommes et 0,7 % des femmes âgés de 16 à 59 ans avait pratiqué la sodomie lors de leur dernier rapport sexuel.
Au Royaume-Uni, selon l'étude National Survey of Sexual Attitudes and Lifestyles (en) répétée en 1990, 2000 et 2010, la sodomie est une pratique en nette augmentation dans la population hétérosexuelle. La part des personnes interrogées ayant pratiqué la sodomie au cours de l'année écoulée était respectivement de 7,0 %, 12,2 % puis 17,0 % chez les hommes, et de 6,5 %, 11,3 % puis 15,1 % chez les femmes. Cette augmentation était plus importante chez les plus jeunes.
Il semble que la sodomie soit expérimentée assez tôt dans la vie sexuelle (sans que cela préjuge de l'intégration dans le répertoire sexuel habituel). En 2000, Baldwin et Baldwin ont publié une étude détaillée sur les rapports anaux dans une population d'étudiants américains hétérosexuels (âge moyen : 20,5 ans, 63 % des réponses venaient de femmes) : 78 % avaient déjà eu un rapport vaginal et 18 % un rapport anal. Parmi les non-vierges, 22,9 % avaient également déjà pratiqué la sodomie (en moyenne à 18,5 ans, alors que l'âge moyen du premier rapport vaginal était de 16,5 ans. Il s'agissait plus souvent de garçons (28 % des hommes non vierges de l'étude) que de filles (19 % des non-vierges) mais les auteurs voient cette différence s'estomper une fois les autres variables (influençant le fait d'avoir un rapport anal) prises en compte.
Contrairement à une idée reçue, la sodomie n'est pas une pratique banale ou systématique au sein de la population homosexuelle. Dans une étude de 2011, menée par l'université de l'Indiana et la George Mason University, seules 35 % des personnes homosexuelles interrogées affirment avoir pratiqué la sodomie au cours de leur dernier rapport sexuel. La fellation (pratiquée à 72,7 %) et la masturbation mutuelle (pratiquée à 68,4 %) seraient des pratiques nettement plus courantes.

### Sodomie et BDSM
Dans le milieu BDSM, la sodomie semble beaucoup mieux acceptée que dans le reste de la population. Dans ce milieu, il est assez courant qu'un homme aille voir une dominatrice pour se faire sodomiser par elle. L'utilisation de gode ceinture, de godemichets ou de techniques de fist-fucking (partiel ou complet) y semble assez courante. Ces pratiques sont souvent associées à la féminisation, mais pas nécessairement. Il arrive également que les hommes qui se font sodomiser inhalent des poppers, afin de dilater l'anus, ce qui facilite une pénétration profonde. Certaines dominatrices peuvent même inclure les lavements rectaux dans leurs séances de domination.

### Sodomie et virginité
Dans certains milieux sociaux ou religieux, la sodomie peut être une alternative à la pénétration vaginale pour ne pas rompre l’hymen de la femme avant le mariage,.[source insuffisante] Permettant d'éviter la fécondation, la sodomie a longtemps été fortement recommandée comme un moyen de contrôler les naissances, notamment par l'intermédiaire de codes rédigés à cette intention par les chefs religieux.[réf. nécessaire]
Aux États-Unis, ce recours à la sodomie est accru chez les adolescentes pratiquantes, en particulier parmi les évangéliques, ou parmi les jeunes filles ayant fait des promesses de chasteté, pour préserver leur « virginité ».

### Sodomie et contraception
La sodomie n'entre pas directement dans le cadre d'une contraception mais elle peut être considérée, comme la sexualité orale ou l'abstinence sexuelle, comme une forme de rapport sexuel permettant un contrôle des naissances par un évitement de la fécondation,. Durant l'Antiquité grecque et romaine, la sodomie faisait partie des méthodes de contraception.
Selon des études menées aux États-Unis en 2009 et 2012, cette pratique est plus élevée lorsque, dans un couple hétérosexuel, c'est l'homme qui prend les décisions concernant la contraception et l'activité sexuelle. La pratique dans les couples hétérosexuels s'accompagne d'un recours bien moindre au préservatif — jusqu'à 70 % de relations non protégées chez les plus jeunes — que dans le cas de coïts vaginaux, sans doute à cause d'une confusion entre son utilisation comme moyen contraceptif et son utilisation pour se préserver des IST. Parmi les adolescentes, l'usage de la sodomie pour éviter les grossesses est d'autant plus élevé que les relations sont occasionnelles. Les adolescentes pratiquantes, en particulier parmi les évangélistes, ou parmi les jeunes filles ayant fait des promesses de chasteté, ont également recours à cette pratique pour diminuer les risques de grossesse.

## Histoire politique de la sodomie

### Sodomie, genre et aspect social
Dans la Rome antique, un homme libre qui sodomisait ses esclaves manifestait sa puissance. En revanche, un homme libre sodomisé se ravalait à un rang inférieur, et cette passivité était considérée comme honteuse.
En français, le terme « enculé » est utilisé comme insulte, associant la personne visée à quelqu'un s'engageant dans le sexe anal de manière passive ; elle est considérée comme étant particulièrement dégradante (notamment pour un homme), alors qu'au contraire, le terme d' « enculeur », qui désigne celui qui le pratique de manière active, est utilisé dans un sens très différent et pouvant être positif.

### Aspects juridiques
En anglais, sodomy ne désigne pas seulement la pénétration anale. Dans les expressions comme sodomy law, loi qui régissait les pratiques acceptées ou interdites dans tel ou tel État américain, il fallait comprendre sodomy comme « pratique sexuelle jugée déviante », parmi lesquelles, outre la sodomie pouvaient être comptés la fellation et le cunnilingus. Ces lois, le plus souvent, étaient des manières d’interdire l’homosexualité. Elles s’appuyaient sur un cliché faisant des homosexuels mâles des sodomites, alors que cette pratique n’est pas acceptée par tous les homosexuels et que des hétérosexuels la pratiquent aussi.
La section 377 du code pénal indien, intitulé « Des délits contre-nature » punit « les relations charnelles contraires à l’ordre de la nature » d’une peine pouvant atteindre 10 ans d’emprisonnement.
En 2003, la Cour suprême des États-Unis a déclaré anticonstitutionnelles les lois de certains États fédérés contre la sodomie. Elles violent le XIVe amendement de la Constitution dont l'interprétation protège la vie privée et la liberté des citoyens américains. Treize États fédérés, situés surtout dans le sud du pays, pratiquaient jusqu’alors des lois contre la sodomie entre adultes consentants, dont quatre condamnaient aussi les fellations : le Texas, le Kansas, l’Oklahoma et le Missouri.
Le 1er juillet 2006, apparaît au Zimbabwe l'article 73 de la criminal law, menaçant celui pratiquant la sodomie de deux ans de prison, bien que cette loi, mentionnant explicitement la sodomie, semble plutôt viser l'homosexualité.
En Arabie saoudite, tout acte de sodomie commis par un non-musulman avec un musulman est passible de la lapidation,.
Aux Kiribati, cette pratique (ainsi que l'homosexualité masculine) est strictement interdite.

## Moralité de la sodomie, religion

### Point de vue catholique

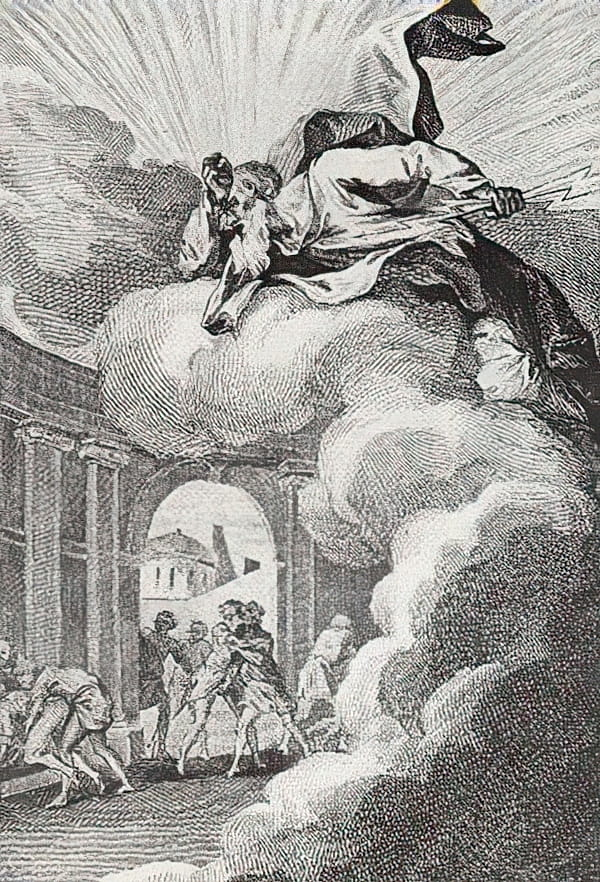
François Elluin, Sodomites provoquant la colère divine, dans Le Pot-pourri (1781).

Si la doxa vaticane réprime en théorie dès les débuts de l’Église les actes homosexuels (notamment pour les clercs ayant prononcé des vœux de chasteté), dans les faits cette condamnation n'a que peu d'application concrète pendant le haut Moyen Âge. Des personnalités politiques telles que Charlemagne, l'archevêque de Canterbury ou le pape Léon IX sont conscients des mœurs légères en vigueur dans de nombreux monastères, mais refusent d'exclure les coupables de l’Église ou d'appliquer des peines en l'absence de circonstances aggravantes (viol, meurtre, pédophilie…). Plusieurs hauts dignitaires de l'Église purent ainsi mener de grandes carrières ecclésiastiques sans inquiétude, et de nombreux souverains ne cherchèrent pas à dissimuler leur penchant.
Comme dit plus haut (section « Tendances historiques »), il faut attendre le XIe siècle pour voir apparaître la notion de sodomia en droit canon, puis le XIIIe siècle et surtout les XIVe et XVe siècles pour une condamnation formelle par les autorités religieuses : Philippe IV de France usa ainsi d'une accusation de sodomie pour discréditer et faire condamner les Templiers (et usurper leurs richesses). Cet engagement ne survivra pas à la contre-réforme, et l'influence de l'Antiquité sur l’Église renaissante aboutira pendant l'âge classique à une condamnation essentiellement formelle, et concentrée sur les cas très aggravés. Il faut attendre le XIXe siècle et la vague du « nouvel ordre moral » pour que l’Église reparte en croisade contre l'homosexualité, avec un zèle reposant toutefois plus sur l'initiative individuelle de certains prélats et évêques que sur un engagement massif du Vatican.
L’Église catholique romaine condamne la sodomie au titre qu'elle détournerait la sexualité de son but sacré, qui est la procréation.[réf. nécessaire] Cette pratique serait ainsi perçue comme contre nature, en tant qu'elle irait contre la volonté de Dieu, Auteur de la nature (Lévitique XX:13 : « Si un homme couche avec un homme comme on couche avec une femme, ils ont fait tous deux une chose abominable »). Dans La Clé d'or, Antoine-Marie Claret, qui fut confesseur de la reine Isabelle II d’Espagne et devait être canonisé par Pie XII, rapporte une légende très répandue en écrivant :

« Certains auteurs assurent que Notre Seigneur Jésus-Christ a une telle horreur de ce péché que, dans la nuit où il naquit, à Bethléem, il tua tous les sodomites. »

Certains[Qui ?] considèrent qu’il y aurait là une mauvaise interprétation de la Bible, et que la sodomie, du moins dans l’épisode de Sodome et Gomorrhe, ne serait pas expressément mentionnée, le crime puni étant principalement celui d'avoir voulu violer des anges. Quelques théologiens ont savamment discuté sur la nature de la sodomie ; un excellent résumé se trouve dans le Compendium Theologiae Moralis Sancti Alphonsi Mariae de Liguori du chanoine Neyraguet, plusieurs fois réédité au XIXe siècle.

« Les uns, dit-il, estiment que la sodomie consiste dans le commerce charnel dans le vase indu, et d’autres dans le commerce charnel avec le sexe indu. »

Mais la seconde opinion étant plus probable, il peut donc y avoir en ce sens « sodomie » entre femmes, même si nos théologiens se demandent comment elles s’y prendraient, mais non entre un homme et une femme ; le coït du mâle dans le vase postérieur de la femelle n’étant qu’une sodomie imparfaite, distincte dans son essence de la sodomie parfaite. En revanche la fellation par un homme peut être qualifiée de sodomie, au contraire de celle que pratique une femme :
« Si vir polluitur in ore fæminæ, erit copula inchoata […] si vero in ore maris, erit sodomia. »
Au XXIe siècle, l’Église catholique se trouve de nouveau dans une tendance plus ouverte à l'homosexualité, notamment sous l'influence du pape François, et la conférence des évêques de France considère qu'on peut « être homosexuel et « bon catholique » ». Des associations comme David et Jonathan militent depuis les années 80 pour la reconnaissance des catholiques homosexuels.

### Point de vue du judaïsme
Selon la loi juive, la halakha, la sodomie est tolérée pour un couple hétérosexuel marié tout en n’étant pas recommandée.

## Dans la littérature
Jusqu'au XVIIIe siècle, la sodomie est peu évoquée en littérature, essentiellement pour la condamner et par des périphrases pudiques. À l'inverse, le courant du libertinage en fera un thème littéraire prisé dans les ouvrages licencieux du siècle des Lumières.
En 1788, Andréa de Nerciat publie par exemple Le Doctorat impromptu, dont le titre fait en fait référence à « une sodomie à l'improviste » par la réputation dont étaient accablés, par dérision, les Jésuites, savants docteurs en théologie.
Le Marquis de Sade en parle ainsi en termes exaltés dans Justine ou les Malheurs de la vertu (1781) : 

« Vous le savez, ma chère, près des autels de Cypris, il est un antre obscur où vont s’isoler les Amours pour nous séduire avec plus d’énergie ; tel sera l’autel où je brûlerai l’encens ; là, pas le moindre inconvénient, Thérèse, si les grossesses vous effraient, elles ne sauraient avoir lieu de cette manière, votre jolie taille ne se déformera jamais ; ces prémices qui vous sont si douces seront conservées sans atteinte, et quel que soit l’usage que vous en vouliez faire, vous pourrez les offrir pures. Rien ne peut trahir une fille de ce côté-là, quelque rudes ou multipliées que soient les attaques ; dès que l’abeille en a pompé le suc, le calice de la rose se referme ; on n’imaginerait pas qu’il ait jamais pu s’entrouvrir. Il existe des filles qui ont joui dix ans de cette façon, et même avec plusieurs hommes, et qui ne s’en sont pas moins mariées comme toutes neuves après. Que de pères, que de frères ont ainsi abusé de leurs filles ou de leurs sœurs, sans que celles-ci en soient devenues moins dignes de sacrifier ensuite à l’hymen ! À combien de confesseurs cette même route n’a-t-elle pas servi pour se satisfaire, sans que les parents s’en doutassent ! C’est en un mot l’asile du mystère, c’est là qu’il s’enchaîne aux Amours par les liens de la sagesse… Faut-il vous dire plus, Thérèse ? si ce temple est le plus secret, c’est en même temps le plus voluptueux ; on ne trouve que là ce qu’il faut au bonheur, et cette vaste aisance du voisin est bien éloignée de valoir les attraits piquants d’un local où l’on n’atteint qu’avec effort, où l’on n’est logé qu’avec peine ; les femmes mêmes y gagnent, et celles que la raison contraignit à connaître ces sortes de plaisirs, ne regrettèrent jamais les autres. »

## Expressions populaires
La sodomie est également appelée « pédication » dans un registre plus soutenu. Dans le canular dit « catalogue des prix de l'amour » de Marcelle Lapompe (1910 env.), le terme utilisé est « voyage en terre jaune ». Un manuel taoïste érotique du XIIe siècle nomme le fait de sodomiser « jouer avec la fleur du jardin de derrière ».
L'expression « se faire casser le pot », prononcée par Albertine, suscite le franc dégoût du narrateur proustien. La scène est prise en exemple au chapitre « Altération » de Fragments d'un discours amoureux de Roland Barthes.

## Règne animal
La sodomie existe chez certains animaux, notamment chez des primates comme les chimpanzés ou les bonobos, les chiens, les rats et les taurillons élevés en stabulation, l'homosexualité existant également dans le règne animal (elle a été observée chez quatre cent cinquante espèces, sur environ 1 750 000 connues actuellement), la sodomie y est donc elle aussi présente, bien que ne concernant que les rapports homosexuels mâles.

#### Années 1700
Thierry Pastorello cite plusieurs recueils du droit coutumier au XVIIIe siècle faisant référence à la sodomie (« La sodomie sous l'Ancien Régime : Sources juridico-théologiques et réalité de la répression » (consulté le 11 février 2013)) :
- Pierre-François Muyart de Vouglans, Les loix criminelles du Royaume : dans leur ordre naturel, Mérigot, 1780 (lire en ligne)
- Daniel Jousse, Traité de la justice criminelle, Paris, Debure, 1771 (lire en ligne)
- Claude-Joseph de Ferrière, Dictionnaire de droit et pratique, Paris, V. Brunet, 1769 (lire en ligne)
- Joseph-Nicolas Guyot, Répertoire universel et raisonné de jurisprudence civile, criminelle, canonique et bénéficiale, Paris, Visse, 1784-1785 (lire en ligne)

#### Années 1980
- Claude Courouve, Vocabulaire de l'homosexualité masculine, Paris, Payot, 1985 (en ligne, version augmentée et actualisée)
- (en) B. R. Burg, Sodomy and the Pirate Tradition: English Sea Rovers in the Seventeenth-Century Caribbean, New York University Press, 1983
- (en) Kent Gerard et Gert Hekma (dir.), The Pursuit of Sodomy: Male Homosexuality in Renaissance and Enlightenment Europe, Routledge, 1989

#### Années 1990
- (en) Jonathan Goldberg, Sodometries: Renaissance Texts, Modern Sexualities, Stanford University Press, 1992
- (en) J. Vincke, R. Bolton et M. Miller, « Younger versus older gay men: Risks, pleasures and dangers of anal sex », AIDS Care Psychological and Socio-medical Aspects of AIDS/HIV, vol. 9, no 2,‎ 1997, p. 217-226 (lire en ligne, consulté le 25 juillet 2024).
- Leo Bersani, Homos : repenser l'identité, éditions Odile Jacob, 1998
- Leo Bersani,Le Rectum est-il une tombe ?, L'Unebévue, 1998
- (en) Onno de Zwart, Marty P. N. van Kerkhof et Theo G. M. Sandfort, « Anal Sex and Gay Men: The Challenge of HIV and Beyond », Journal of Psychology & Human Sexuality, vol. 10, nos 3-4,‎ 1998 (DOI 10.1300/J056v10n03_07).
- Claude Guillon, Le Siège de l'âme : Éloge de la sodomie. Fantaisie littéraire, érosophique et antithéiste, Zulma, coll. « Grain d'orage », 1999
- Christian Gury, L'Honneur perdu d'un politicien homosexuel, Kimé, coll. « Le sens de l'histoire », 1999

#### Années 2000
- Guy Bechtel, La Chair, le diable et le confesseur (1994), Hachette coll. « Pluriel Histoire », 2006
- Bernard Guérin, Anthologie de la sodomie, La Musardine, 2009
- Coralie Trinh Thi, Osez la sodomie, La Musardine, 2008
- Mark D. Jordan, The Invention of Sodomy in Christian Theology, University of Chicago Press, 1998. Traduction : L'Invention de la sodomie dans la théologie médiévale, EPEL, 2007
- Charlotte Webb, MasterClass: Anal Sex, The Erotic Print Society, 2006
- Tristan Taormino, Tout savoir sur le plaisir anal (pour elle), Tabou, 2005
- Bill Brent, Tout savoir sur le plaisir anal (pour lui), Tabou, 2005
- (en) Domonick J. Wegesin et F. L. Meyer-Bahlburg, « Top/Bottom Self-Label, Anal Sex Practices, HIV Risk and Gender Role Identity in Gay Men in New York City », Journal of Psychology & Human Sexuality, vol. 12, no 3,‎ 2000, p. 43-62 (DOI 10.1300/J056v12n03_03).
- (en) Tom Betteridge, Sodomy in Early Modern Europe, Manchester University Press, 2002
- (en) Steven G. Underwood, Gay Men and Anal Eroticism: Tops, Bottoms and Versatiles, New York, Harrington Park Press, 2003
- (en) William E. Burgwinkle, Sodomy, Masculinity and Law in Medieval Literature: France and England, 1050-1230, Cambridge, Cambridge University Press, 2004
- Les Enfans de Sodome à l’Assemblée Nationale [1790], recueil de pamphlets anonymes parus au début de la Révolution française, notes et préface de Patrick Cardon, Lille, QuestionDeGenre/GKC, 2004
- Charles Gueboguo, « L'homosexualité en Afrique : sens et variations d'hirer à nos jours », Socio-logos, no 1,‎ 2006 (DOI 10.4000/socio-logos.37).
- (en) Karl Hollows, « Anodyspareunia: a novel sexual dysfunction? An exploration into anal sexuality », Sexual and Relationship Therapy, vol. 22, no 4,‎ 2007, p. 429–443 (DOI 10.1080/14681990701481409).
- Nicolas Balutet, « Les géants sodomites dans les chroniques des Indes occidentales », dans Marianne Closson et Myriam White-Le Goff, Les Géants entre mythe et littérature, Artois Presses Université, 2007 (lire en ligne).
- Tony Bentley, Ma Reddition, Libella Maren Sell, Paris, 2006 (Poche : La Musardine, coll. « Lectures amoureuses de Jean-Jacques Pauvert », numéro 106, 2007)
- « Sodomie », sur micmap.org

#### Années 2010
- (en) « Sodomy », sur The Online Etymology Dictionary, 2001-2016.
- (en) Kimberly R. McBride et J. Dennis Fortenberry, « Heterosexual Anal Sexuality and Anal Sex Behaviors: A Review », The Journal of Sex Research, vol. 47, nos 2-3,‎ 2010, p. 123-136 (DOI 10.1080/00224490903402538).
- Jacques André, « Fist Fucking » (p. 56-57) et « Sodomie » (p. 112-114), dans Les 100 Mots de la sexualité, PUF, coll. « Que sais-je ? », no 3909
- Tristan Taormi, Le Guide Tabou du plaisir (pour elle !), Tabou Éditions, 2013
- Thierry Pastorello, « L’abolition du crime de sodomie en 1791 : un long processus social, répressif et pénal », Cahiers d’histoire. Revue d’histoire critique, nos 112-113,‎ 2010 (DOI 10.4000/chrhc.2151).
- Thierry Pastorello, « La sodomie masculine dans les pamphlets révolutionnaires », Annales historiques de la Révolution française, no 361,‎ juillet-septembre 2010 (DOI 10.4000/ahrf.11698).
- (en) Zoe Duby et Christopher Colvin, « Conceptualizations of Heterosexual Anal Sex and HIV Risk in Five East African Communities », The Journal of Sex Research, vol. 51, no 8,‎ 2014, p. 863-873 (DOI 10.1080/00224499.2013.871624).
- (en) Jane Dimmitt Champion et Carol F. Roye, « Toward an Understanding of the Context of Anal Sex Behavior in Ethnic Minority Adolescent Women », Issues in Mental Health Nursing, vol. 35, no 7,‎ 2014, p. 509-516 (DOI 10.3109/01612840.2014.888602).
- Françoise Biotti-Mache, « La condamnation à mort de l’homosexualité. De quelques rappels historiques », Études sur la mort, vol. 1, no 147,‎ 2015, p. 67 à 93 (lire en ligne, consulté le 25 juillet 2024).
- (en) Robert Mills, Seeing Sodomy in the Middle Ages, University of Chicago Press, 2015
- Rommel Mendès-Leite, « Sens et contexte dans les recherches sur les (homo)sexualités et le sida : réflexions sur le sexe anal », dans Rommel Mendès-Leite, Des mots, des pratiques et des risques : Études sur le genre, les sexualités et le sida, Presses universitaires de Lyon, 2016 (lire en ligne), p. 189-216.
- (en) Mark Seymour et Sean Brady, From Sodomy Laws to Same-Sex Marriage: International Perspectives Since 1789, Bloomsbury, 2019
- Julien Théry, « « Innommables abominations sodomitiques » : les débuts de la persécution. Autour de l’une des premières sentences conservées (justice épiscopale d’Albi, 1280) », dans L’Église et la chair, Cahiers de Fanjeaux, 52, dir. Michelle Fournié, Daniel Le Blévec, Julien Théry, Toulouse, Privat, 2019, p. 297-349
- (en) Lindsay Shaw, Lu Wang, Zishan Cui, Ashleigh J. Rich, Heather L. Armstrong et Nathan J. Lachowsky, « Longitudinal Event-Level Analysis of Gay and Bisexual Men’s Anal Sex Versatility: Behavior, Roles, and Substance Use », The Journal of Sex Research, vol. 56, no 9,‎ 2019, p. 1136-1146 (DOI 10.1080/00224499.2019.1652238).

#### Années 2020
- (en) Henrique Pereira, « Top, Versatile, and Bottom Identities and Sexual Behaviors in Self-Identified Bisexual MSM », Journal of Bisexuality, vol. 21, no 1,‎ 2021, p. 57–70 (DOI 10.1080/15299716.2021.1886218).
- Jonas Roelens, « Une femme comme toute autre : sodomie féminine, hermaphrodisme et sorcellerie à Bruges au xviie siècle », dans Pascal Hepner et Martine Valdher, La femme devant ses juges : De la fin du Moyen Âge au XXe siècle, Artois Presses Université, 2021 (lire en ligne).
- (en) Craig Tollini, « Versatility in anal sex in gay pornography », Porn Studies,‎ avril 2024.